# Archicebus achilles
Famille
Genre
Espèce
Archicebus achilles (chinois : 阿喀琉斯基猴 ; pinyin : ākāliúsījīhóu) est l'un des plus anciens primates connus, appartenant à l'infra-ordre des Tarsiiformes. Il vivait durant l’Éocène inférieur, il y a quelque 55 millions d'années, pesait à peine 30 grammes, tenait dans le creux d'une main humaine, avait une longue queue et des doigts osseux.
Un squelette a été mis au jour en 2003, près de la ville-préfecture de Jingzhou, dans la province de Hubei, au centre de la Chine,, il est considéré comme étant le fossile de primate le plus ancien jamais retrouvé à ce jour,. Il s'agit également du plus petit, puisqu'il mesurait deux centimètres de moins que le Microcèbe de Mme Berthe.